# Capo Emine
Capo Emine (in bulgaro Нос Емине) è un promontorio situato lungo la costa del mar Nero, in Bulgaria, ed è considerata la parte finale dei monti Balcani.

## Geografia

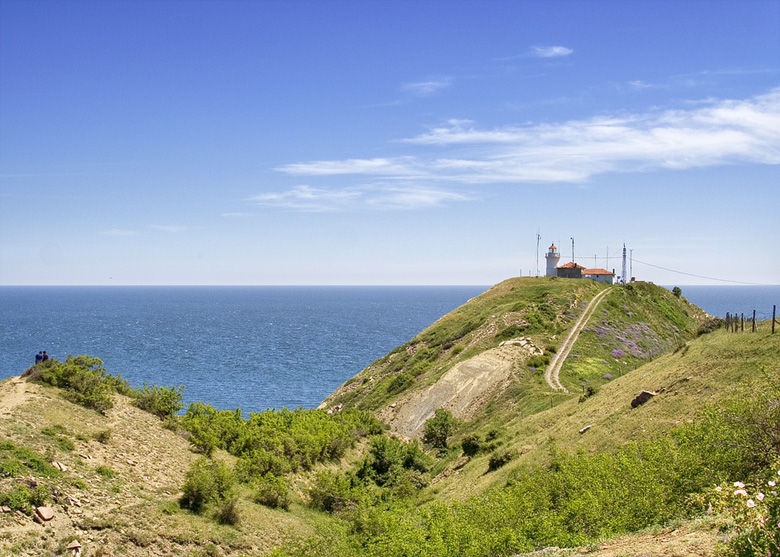
Il faro di capo Emine.

Il promontorio si trova 79 km a sud di Varna e 54 km a nord di Burgas. Nei dintorni si trovano le città di Obzor (14 km a nord) e Nesebăr (14 km in linea d'aria o 22 km via terra intorno alla baia), mentre le località balneari di Sunny Beach e Sveti Vlas si trovano rispettivamente a 15 km e 8 km verso ovest.
Amministrativamente il capo si trova nel comune di Nesebăr, appartenente al distretto di Burgas. Capo Emine è il punto più settentrionale del golfo di Burgas, a sua volta delimitato a sud da Maslen nos (in bulgaro Маслен нос).
Capo Emine è circondato da parecchi scogli, pertanto la navigazione nei pressi della costa è ritenuta pericolosa. Capo Emine è ritenuto il promontorio più burrascoso in Bulgaria.
Capo Emine è considerato il punto di separazione tra la costa settentrionale e quella meridionale del mar Nero in Bulgaria. Poco più a nord del promontorio si trova la riserva naturale di Irakli (bulgaro Иракли).
A capo Emine termina il sentiero europeo E3, il cui tratto in Bulgaria è noto anche come Kom-Emine.

## Storia
Durante il medioevo sul promontorio sorgeva un forte chiamato Emona, dall'antico nome dei monti Balcani, Aemon (dal greco Αίμος e dal latino Haemus). Oggi restano solo delle rovine della fortificazione, oltre ai resti di un monastero e di un faro, quest'ultimo alto 9,4 m e costruito nel 1880.
Un villaggio dal nome Emona sorge a pochi chilometri dal promontorio. Il villaggio è rinomato in quanto luogo di nascita del mitologico re tracico Reso.